# 賴安
賴安（7月16日—）是台灣的漫畫家。出生於臺北縣（今新北市）。血型O型。國立臺灣藝術大學美術系西畫組畢業。
代表作為《戀影天使》。

## 簡歷
- 自幼就對繪畫創作有興趣，畫風深受池田理代子影響。就讀美術系二年級時投稿為東立出版社所錄取。1992年於東立出版社發表出道作《落花》全3集，這也是賴安僅有的古代背景作品；因為這次的經驗，後來的創作都是以現代風格為主。於1999年左右開始變幻畫風，使用數位方式創作。
- 1995年發表《薔薇豪情》（the royal）全3集，由本作開始感覺到商業創作的壓力。1994年至2001年間陸續發表全1集的單行本《愛·神話》、《純愛手記》、《天堂絲絨》等。
- 1998年離開《星少女》雜誌，開始於東立《焦點少女》開始連載代表作《戀影天使》，由攝影為主題的故事配合賴安一貫的優美畫風，連載即大受好評，劇中男主角楊昭還成為2001年第一屆漫畫金像獎最佳人氣男主角[1]
- 2003年為紀念出道十週年，出版個人彩繪畫冊。2004年發表《鋼鐵玫瑰》，和《戀影天使》一樣以攝影為背景。
- 2007年發表以非洲及小男孩為故事主角的《我和我的艾尼亞》（Me and my Ainia），2008年以該作獲得國立編譯館優良漫畫獎甲類第二名[2]。

## 作品一覽

我和我的艾尼亞 2 封面

### 單行本
- 戀影天使（全15集）
- 鋼鐵玫瑰（全7集），2005年-2007年，東立出版，ISBN 9861155953-《戀影天使》姐妹作
- 落花（全3集）
- 薔薇豪情（全3集）
- 愛‧神話（全1集），東立出版，1997年5月15日，ISBN 9573451964
- 純愛手記（全1集），東立出版，1997年12月15日，ISBN 9573462044
- 天堂絲絨（全1集），東立出版，2001年10月22日，ISBN 9576997984
- 我和我的艾尼亞（Me and my Ainia）（全2集），2007年
- 午夜王子（全4集）  2009-2010
- 王城綺事錄（全3集）  2022-2024

### 其他
- 賴安明信片書（Desire Carnival），2000 年
- 賴安 Live show筆記書，2001年，ISBN 9577312314
- 賴安彩繪自選集（Anniversary ），2003年，ISBN 9861107339
- 天使的人間實習於漫畫雜誌《星少女》刊登
- ART畫者養成誌1-畫者Artist，狂龍出版，2003年8月5日，ISBN 9570498897
- 星少女漫畫教室「基礎篇」，賴安、楊邵倫、羅玲、王宜文、李崇萍合著

## 註解
1. ↑  .   [2008-09-30]. （原始内容存档于2013-04-26）.
2. ↑  .   [2008-09-30]. （原始内容存档于2008-10-21）.

## 外部連結
- 賴安的漫畫咖啡屋
- 漫畫家賴安的部落格 （页面存档备份，存于）
- 東立漫畫家賴安專訪 （页面存档备份，存于）